# Mercedes Müller
Nicole Mercedes Mariola Müller (* 4. November 1996 in Berlin) ist eine deutsche Schauspielerin und ehemalige Kickboxerin.

## Leben und Wirken
Mercedes Müller ist die Tochter eines deutschen Vaters und einer polnischen Mutter. Ihr dritter Vorname Mariola ist der Name ihrer Mutter.
Sie kam bereits als Kleinkind im Alter von nur vier Jahren zum Film. Sie debütierte neben ihrem fünf Jahre älteren Bruder Kai Michael Müller im Kinder-Abenteuerfilm 4 Freunde & 4 Pfoten (2003) als Lilly, Teil des titelgebenden Kinderquartetts, auf der Kinoleinwand. Der Regisseur Kai Wessel besetzte sie in der Folge Dumm wie Brot (2004) der populären Krimireihe Polizeiruf 110 als jüngste Tochter des einstigen Schweriner Kommissars Jens Hinrichs und der Prostituierten Nina. Im Berliner Tatort: Todesbrücke (2005) war sie als Scheidungskind eines von Florian Martens gespielten psychisch labilen Vaters zu sehen. 2005 war sie auch ein weiteres Mal im Kino zu sehen, diesmal in Aelrun Goettes Psychodrama Unter dem Eis, in dem sie die siebenjährige Grundschülerin Luzi Kornatz spielte, die durch die Schuld ihres Spielkameraden im Wald zu Tode kommt. 
Einem größeren Fernsehpublikum wurde sie ab 2006 durch die durchgehende Rolle der Paula Bergmann in der Telenovela Wege zum Glück bekannt, bei der sie in insgesamt 110 Folgen zu sehen war. Ihre Rolle wurde im späteren Verlauf von Jennifer Breitrück gespielt. 2009 war sie in ihrer dritten Kinorolle in Die Wilden Hühner und das Leben von Vivian Naefe als Lilli, die Anführerin der Wilden Küken, zu sehen. 
Unter der Regie von Christian Alvart hatte sie ihre zweite große Rolle im Tatort, diesmal in der Pilotfolge des Hamburger Tatorts von Tschiller und Gümer mit dem Titel Willkommen in Hamburg (2013). Sie spielte die 16-jährige rumänische Zwangsprostituierte Tereza, die als Hauptzeugin gegen eine Menschenhändlerbande aussagen soll. Mercedes Müller war auch die Titelheldin der Tatort-Jubiläumsfolge Mia san jetz da wo’s weh tut (2016) von Batic und Leitmayr, in der sie als Mia Petrescu ein weiteres Mal die Rolle einer jungen rumänischen Prostituierten spielte. 
Im Fernsehdrama Der Pfarrer und das Mädchen (2015) verkörperte sie ein Vergewaltigungsopfer, das beim neuen Pfarrer ihrer Gemeinde Schutz und Beistand findet. In Fatih Akins Romanverfilmung Tschick (2016) spielte sie die auf der Müllhalde lebende Isa Schmidt, wofür sie ihre erste Nominierung beim Deutschen Schauspielerpreis erhielt. 2018 wurde sie für ihre Rolle der unehelichen Tochter Christa Schober im ZDF-Mehrteiler Tannbach – Schicksal eines Dorfes als „Beste Nachwuchsdarstellerin“ für den Studio Hamburg Nachwuchspreis nominiert.
Seit 2019 ist sie in der TV-Reihe Der Irland-Krimi die junge Polizistin Emma Walsh an der Seite von Désirée Nosbusch. Im Frühjahr 2020 ging die achtteilige österreichisch-deutsch-tschechische Fernsehserie Freud von ORF und Netflix auf Sendung, in der sie die Ehefrau von Sigmund Freud darstellte. 2020 spielte sie auch in Miguel Alexandres Netflix-Serie Schwarze Insel die Rolle der Schülerin Nina Cohrs und war in der sechsteiligen ARD-Historienserie Oktoberfest 1900 als Brauereibesitzerstochter Clara Prank zu sehen. In der ARD-Event-Historienserie Bonn – Alte Freunde, neue Feinde (2023) spielte sie in 6 Folgen neben Max Riemelt die Hauptrolle der 20-jährigen Bauunternehmerstochter Toni Schmidt. Im Jahr 2025 spielte sie die Hauptrolle der Kommissarin Mercédes Navarro in der ersten Folge Die Tote vom Jakobsweg der TV-Reihe Der Galicien-Krimi.
2022 übernahm sie die Hauptrolle der Mica im Mystery-Hörspiel-Podcast Forever Club.
Müller ist zudem für ihre Auftritte in der LBS-Werbung und als Tochter der Nutella-Familie, bei der Sebastian Nakajew ihren Vater spielte, bekannt.
Neben dem Schauspiel betrieb sie einige Zeit auf Leistungssportniveau Kickboxen. Hier wurde sie 2010, 2011 und 2012 Deutsche Meisterin sowie 2010, 2011, 2012 Internationale Deutsche Meisterin. 2012 gewann sie WM-Bronze.
Mercedes Müller lebt in Berlin.

## Filmografie

### Kino
- 2003: 4 Freunde und 4 Pfoten
- 2005: Unter dem Eis
- 2009: Die Wilden Hühner und das Leben
- 2010: Groupies bleiben nicht zum Frühstück
- 2012: Die Vermissten
- 2016: Tschick
- 2017: Lommbock
- 2019: Was gewesen wäre

### Fernsehen
- 2003: Das Herz ist rot (Fernsehfilm)
- 2003: Der Mustervater – Allein unter Kindern (Fernsehfilm)
- 2004: Polizeiruf 110 – Dumm wie Brot (Fernsehreihe)
- 2004: Das Bernstein-Amulett (Fernsehfilm)
- 2005: Tatort – Todesbrücke (Fernsehreihe)
- 2005: Freundinnen fürs Leben (Fernsehfilm)
- 2005: Gloria (Pilotfilm)
- 2005: Rosa Roth – Im Namen des Vaters (Fernsehserie)
- 2006–2007: Wege zum Glück (Fernsehserie)
- 2011: Mehr (Kurzfilm)
- 2013: Tatort – Willkommen in Hamburg (Fernsehreihe)
- 2014: Sechse kommen durch die ganze Welt (Fernsehfilm)
- 2014: Mona kriegt ein Baby (Fernsehfilm)
- 2014: Ein offener Käfig (Fernsehfilm)
- 2015: Der Pfarrer und das Mädchen (Fernsehfilm)
- 2015: Letzte Spur Berlin – Ausgeträumt (Fernsehserie)
- 2015: Kommissarin Heller – Querschläger (Fernsehreihe)
- 2016: Aus der Haut (Fernsehfilm)
- 2016: Das Programm (Fernsehfilm)
- 2016: Tatort – Mia san jetz da wo’s weh tut (Fernsehreihe)
- 2016: Die vierte Gewalt (Fernsehfilm)
- 2016: Verdammt verliebt auf Malle (Fernsehfilm)
- 2016: Alarm für Cobra 11 – König der Diebe (Fernsehserie)
- 2016: Club der roten Bänder (Fernsehserie, 2 Episoden)
- 2016: Die Spezialisten – Im Namen der Opfer – Folge: Party! (Fernsehserie)
- 2016: In aller Freundschaft – Die jungen Ärzte – Heimkehrer (Fernsehserie)
- 2016: Alles Klara – Tod eines Köhlers (Fernsehserie)
- 2017: Kein Herz für Inder (Fernsehfilm)
- 2017: Brüder (Fernsehfilm)
- 2018: Tannbach – Schicksal eines Dorfes (Fernsehminiserie, 3 Episoden)
- 2018: Der Zürich-Krimi: Borchert und die Macht der Gewohnheit (Fernsehreihe)
- 2018: Die Diplomatin – Jagd durch Prag (Fernsehreihe)
- 2018: Tatort – Borowski und das Haus der Geister (Fernsehreihe)
- 2018: SOKO Leipzig – Hinter verschlossenen Türen (Fernsehserie)
- 2018: Passagier 23 – Verschwunden auf hoher See (Fernsehfilm)
- 2018: Wir haben nur gespielt
- 2018: Extraklasse
- 2019: Totengebet
- 2019: Was gewesen wäre
- 2019: Smile (Fernsehfilm)
- 2019: Tage des letzten Schnees – Regie Lars-Gunnar Lotz
- seit 2019: Der Irland-Krimi
  - 2019: Die Toten von Glenmore Abbey
  - 2019: Mädchenjäger
  - 2021: Das Verschwinden
  - 2021: Vergebung
  - 2022: Familienbande
- 2020: Freud (Fernsehserie)
- 2020: Oktoberfest 1900 (Fernsehserie)
- 2021: Katakomben (Fernsehserie)
- 2021: Schwarze Insel
- 2023: Bonn – Alte Freunde, neue Feinde (Fernsehserie)
- 2023: Im Schatten der Angst – Du sollst nicht lügen (Fernsehfilm)
- 2023: Spreewaldkrimi – Bis der Tod euch scheidet (Fernsehreihe)
- 2024: Ein Mann seiner Klasse (Fernsehfilm)
- 2024: Tatort: Trotzdem (Fernsehreihe)
- 2024: Spreewaldkrimi – Böses muss mit Bösem enden (Fernsehreihe)
- 2025: Die Tote vom Jakobsweg (Fernsehfilm)
- 2025: Oktoberfest 1905 (Fernsehserie)

## Hörspiel
- 2022: Jette Volland: Forever Club – Mystery-Hörspiel-Podcast (20 Folgen), WDR[11]
- 2025: Jette Volland: Forever Club – Mystery-Hörspiel-Podcast (Staffel 2, 10 Folgen), WDR